# Bernd Oetter
Bernd Oetter (* 27. April 1937 in Halberstadt) ist ein deutscher Jurist und Diplomat. Von 1980 bis 1984 war er Botschafter der Bundesrepublik Deutschland in Papua-Neuguinea, den Salomonen und Vanuatu mit Sitz in Port Moresby und von 1998 bis 2002 Gesandter der Deutschen Botschaft beim Heiligen Stuhl in Rom. 

## Leben
Oetter wurde als Sohn eines Arztes der Luftwaffe geboren. Er ist evangelisch-lutherisch. Seine Gymnasialzeit verbrachte er am Neuen Gymnasium in Bamberg, wo er 1956 das Abitur ablegte. Von 1956 bis 1961 studierte er Rechtswissenschaften in Würzburg und München. In Würzburg trat er der Landsmannschaft Teutonia Würzburg bei. 1961 legte er sein 1. Juristisches Staatsexamen, 1965 sein 2. Juristisches Staatsexamen ab. Seit 1966 ist er verheiratet und hat eine Tochter. 1966 trat er in den Auswärtigen Dienst ein und erhielt eine 18-monatige Attaché-Ausbildung, davon neun Monate am Generalkonsulat in Marseille. Anschließend wurde er im Auswärtigen Amt in Bonn in einem Kulturreferat eingesetzt. Von 1969 bis 1972 war er im Bereich Kultur und Presse an der Deutschen Botschaft Jakarta (Indonesien) tätig. Anschließend war er bis 1975 stellvertretender Leiter der 1989 geschlossenen Deutschen Botschaft Mogadischu (Somalia) und dort für die Bereiche Wirtschaft, Kultur und Presse sowie Rechts- und Konsularsachen zuständig. Von 1975 bis 1977 war er stellvertretender Presseattaché an der Deutschen Botschaft London. Anschließend war er bis 1980 wieder in der Zentrale in Bonn in einem Referat der Wirtschaftsabteilung tätig und für die UNIDO und UNICEF zuständig.  

## Botschafter in Port Moresby und Gesandter in Rom
Von 1980 bis 1984 war Oetter Botschafter der Bundesrepublik Deutschland in Papua-Neuguinea, den Salomonen und Vanuatu mit Sitz in Port Moresby. Von 1989 bis 1993 war er Leiter der Konsularabteilung der Deutschen Botschaft London im Rang eines Generalkonsuls. Ab 1993 war er in der Zentrale Leiter des Referats „Fremde Missionen“ und damit Ansprechpartner für ca. 150 in Bonn akkreditierte ausländische Botschafter. Schließlich war Oetter von 1998 bis 2002 Gesandter der Deutschen Botschaft beim Heiligen Stuhl in Rom, wo er für die Botschaft u. a. 1998 die Heiligsprechung Edith Steins begleitete. 
Im Mai 2002 wurde Oetter pensioniert.